# Home (Greta Bradman, Adelaide Symphony Orchestra e Luke Dollman)
Home è il quarto album in studio della soprano australiana Greta Bradman, realizzato con l'Adelaide Symphony Orchestra e il direttore d'orchestra Luke Dollman e pubblicato il 14 aprile 2018 dalla Decca Records.

## Tracce
1. Early One Morning – 3:05
2. Gesù Bambino – 4:18
3. Let Us Break Bread Together – 3:58
4. Simple Gifts – 2:02
5. Every Day Is a Rainbow Day for Me – 2:43
6. Repentir (O Divine Redeemer) – 5:51
7. Hear My Prayer – 4:55
8. O for the Wings of a Dove – 4:11
9. O Waly, Waly – 4:03
10. When I Have Sung My Songs – 2:52
11. Panis Angelicus – 3:59
12. The Nightingale and the Rose – 2:57
13. Songs My Mother Taught Me – 2:26
14. Home, Sweet Home – 3:19
15. Lo! Here The Gentle Lark – 4:22
16. The Last Rose Of Summer – 3:03
17. Greensleeves – 3:46
18. Ave Maria – 5:07
19. Sure On This Shining Night – 2:31
20. Beautiful Dreamer – 2:55
21. Auld Lang Syne – 3:36

## Classifiche
| Classifica (2018) | Posizione massima |
| ----------------- | ----------------- |
| Australia         | 30                |